# Hedysarum boveanum
Hedysarum boveanum là một loài thực vật có hoa trong họ Đậu. Loài này được Basiner miêu tả khoa học đầu tiên.

## Hình ảnh

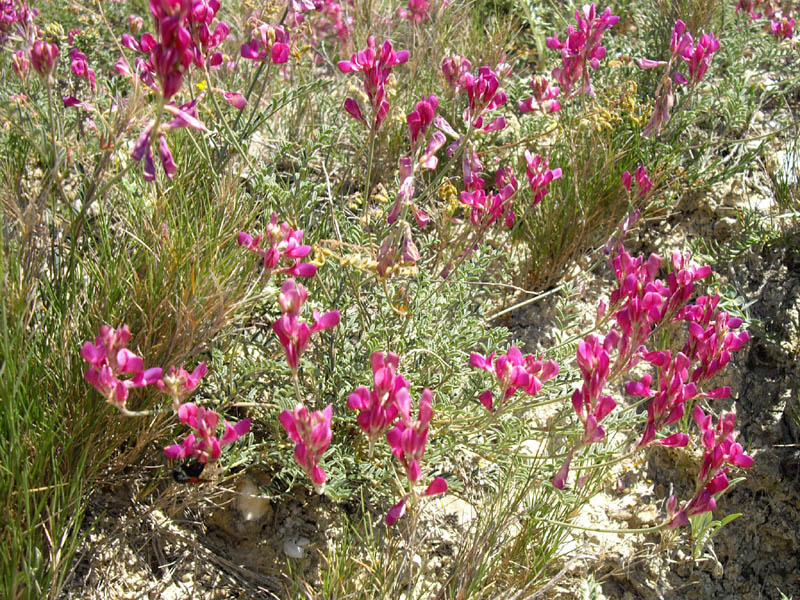
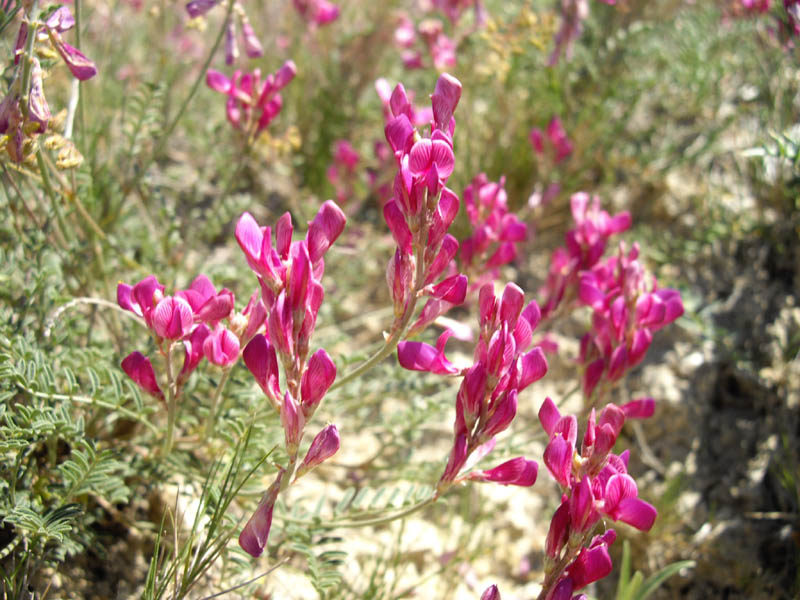
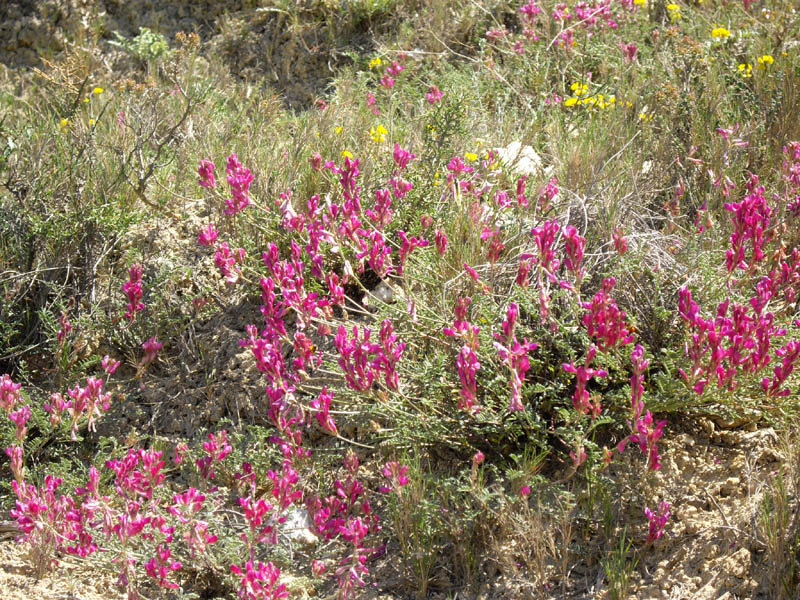
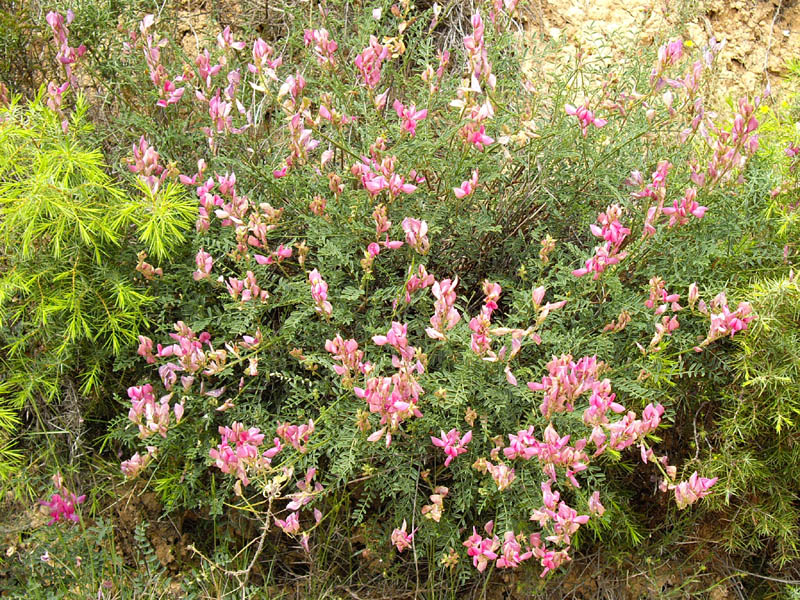